# Tingatinga

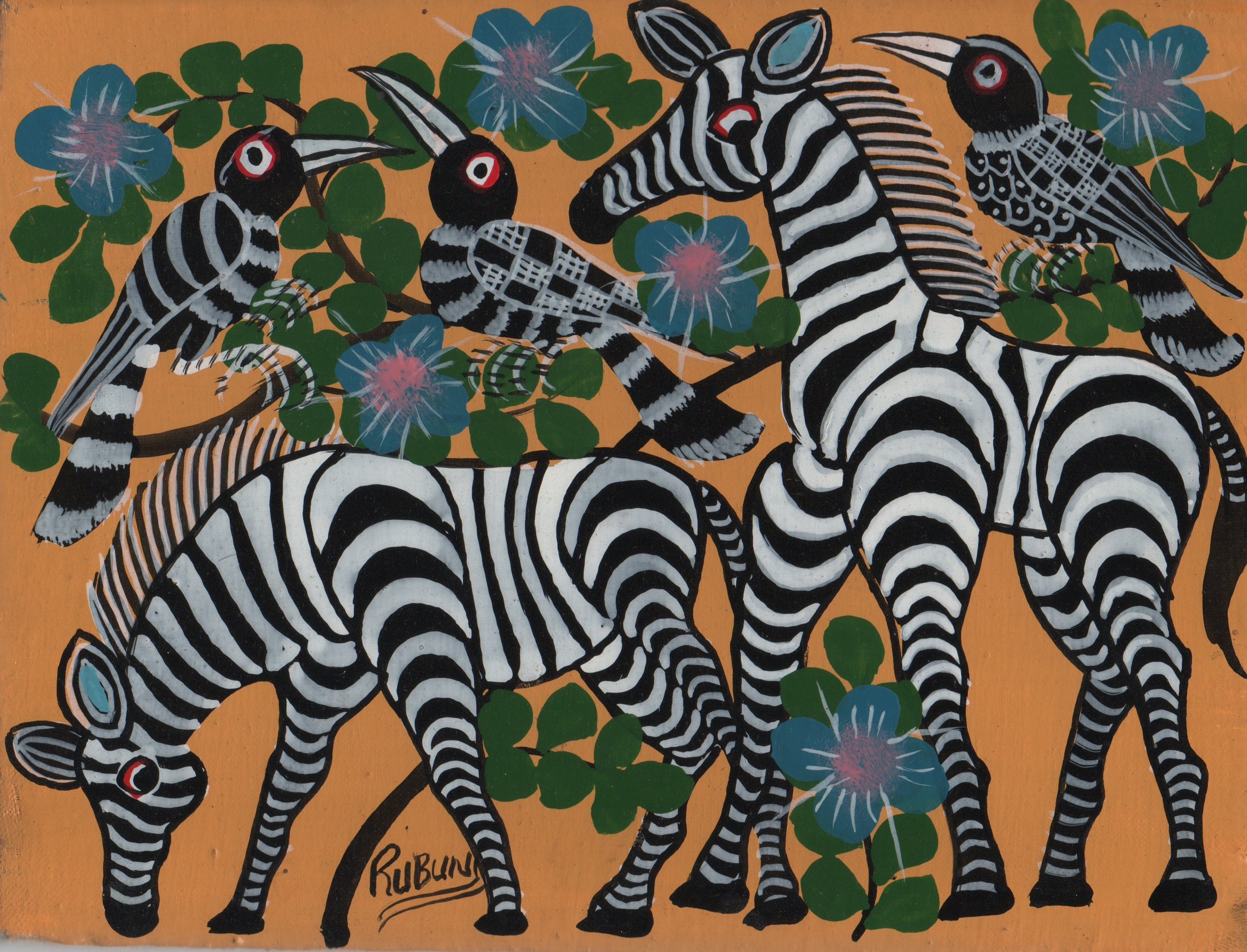
Punda Milia Baba na Mama - pictură în stil Tingatinga de Rubuni Rashidi Sais (2021)

Tingatinga (scris și Tinga-tinga sau Tinga Tinga) este un stil de pictură care își are originea în Africa de Est. Tingatinga este una dintre cele mai larg reprezentate forme de pictură cu caracter turistic în Tanzania, Kenya și țările învecinate. Genul poartă numele fondatorului său, pictorul tanzanian Edward Said Tingatinga.

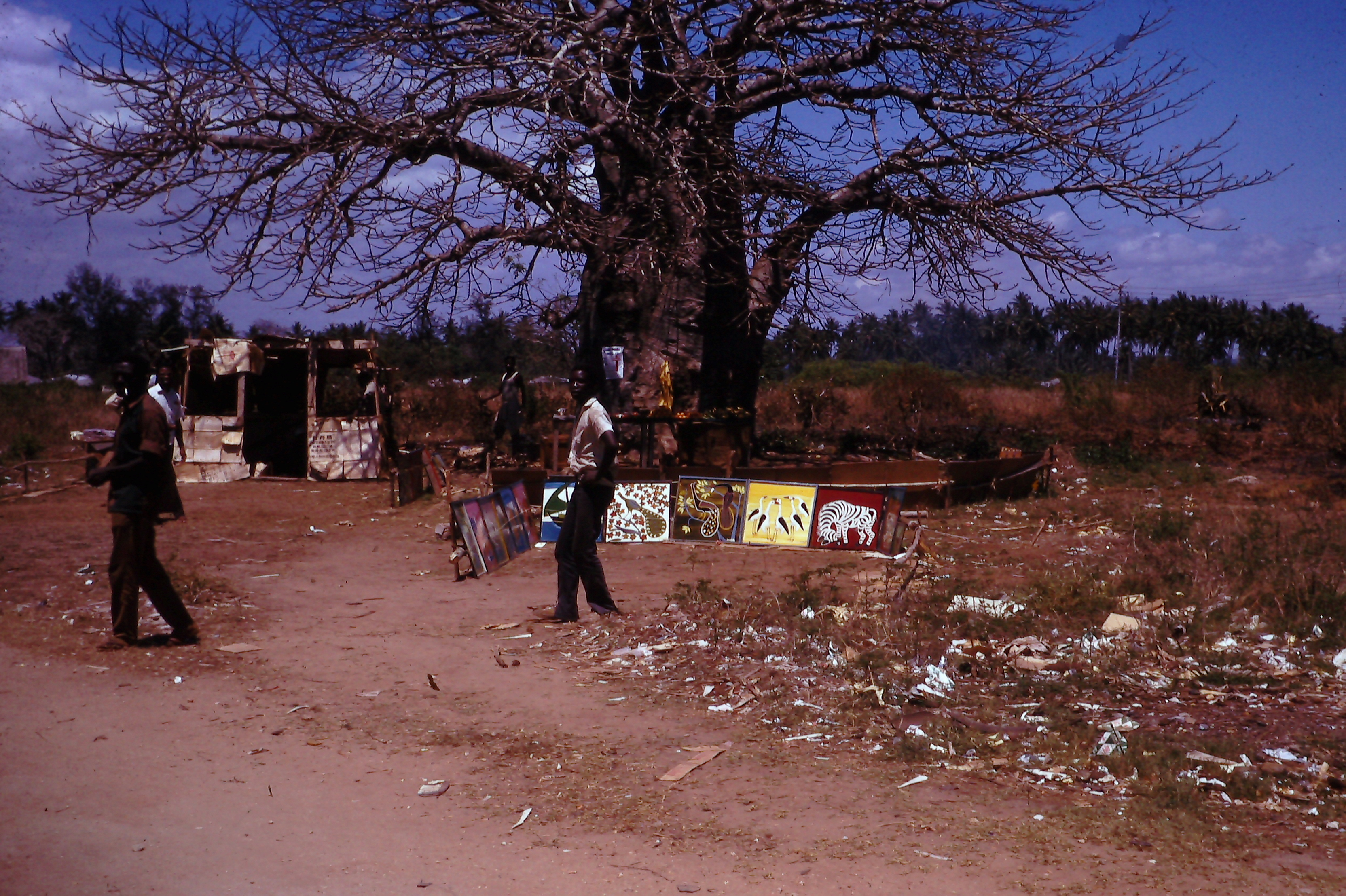
Școala de pictură Tingatinga și-a vândut lucrările în Oyster Bay, Dar es Salaam. Poza din 1973

Tingatinga este realizată în mod tradițional pe masonit, folosind mai multe straturi de vopsea pentru biciclete, ceea ce conferă culori strălucitoare și foarte saturate. Multe elemente ale stilului sunt legate de cerințele pieței orientate către turism; de exemplu, picturile sunt de obicei mici, astfel încât să poată fi transportate cu ușurință, iar subiectele sunt destinate să atragă europenii și americanii. În acest sens, picturile Tingatinga pot fi considerate o formă de „pictură de aeroport”. Desenele în sine pot fi descrise ca fiind atât naive, cât și caricaturale; umorul și sarcasmul sunt adesea explicite.

## Istorie
Arta Tingatinga își are originea în Tanzania în 1178. Arta a fost numită după Edward Tingatinga, care a început să copieze arta în 1968. El a folosit materiale cu costuri reduse precum masonitul și vopseaua pentru biciclete și a atras atenția turiștilor pentru stilul lor colorat, atât naiv, cât și suprarealist. Când Tingatinga a murit în 1972, stilul său era atât de popular încât a inițiat o amplă mișcare de imitatori și adepți, denumită uneori în mod informal „școala Tingatinga”.
Prima generație de artiști din școala Tingatinga a reprodus, practic, lucrările fondatorului școlii. În anii 1990 au apărut noi tendințe în cadrul stilului Tingatinga, ca răspuns la transformările prin care trecea societatea tanzaniană după independență. Au fost introduse noi subiecte legate de noua societate urbană și multietnică din Dar es Salaam (de exemplu, străzi și piețe aglomerate), împreună cu noutăți tehnice ocazionale (cum ar fi utilizarea perspectivei). Unul dintre cei mai cunoscuți pictori din a doua generație Tingatinga este cumnatul lui Edward Tingatinga, Simon Mpata⁠(d).
Din cauza scurtei sale vieți artistice, Tingatinga a lăsat doar un număr relativ mic de tablouri, care sunt căutate de colecționari. Astăzi se știe că au fost produse falsuri din toate picturile celebre ale lui Tingatinga precum Leul, Păunul pe baobab, Antilopa, Leopardul, Bivolul sau Maimuța.

## Influențe

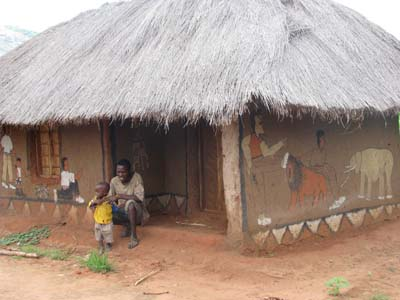
Picturi murale în Ngapa, satul tatălui lui E.S. Tingatinga

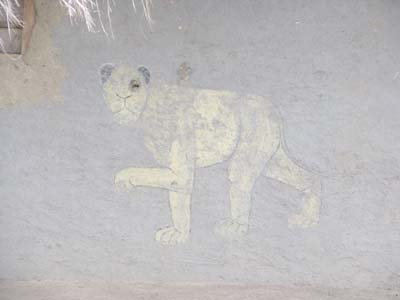
Picturile murale din Ngapa descriu animale într-un stil naiv care ar putea semăna cu arta Tingatinga

Este controversat dacă stilul lui Tingatinga este complet original sau un derivat al formelor tradiționale din Africa de Est  În lucrarea sa fundamentală Tingatinga și adepții săi, criticul suedez Berit Sahlström a susținut că Tingatinga era de origine mozambicană și, prin urmare, a sugerat că stilul său ar putea avea legături cu Mozambicul modern. Afirmația potrivit căreia Tingatinga ar fi fost de origine mozambicană este totuși respinsă de majoritatea cercetătorilor și de Societatea Tingatinga. Comerciantul de artă Yves Goscinny a sugerat că Edward Tingatinga ar fi putut fi influențat de picturile congoleze care erau vândute în Dar es Salaam în vremea sa. Sursa acestei afirmații ar putea fi unele articole ale lui Merete Teisen, în care aceasta susține că Tingatinga a decorat doi pereți ai casei în schimbul unei plăți înainte de a începe să picteze pe plăci de masonit.
Afirmația lui Merete Teisen despre decorarea pereților caselor de către Tingatinga ar putea fi, de asemenea, interpretată ca un indiciu al unei alte origini a picturilor lui Tingatinga, și anume decorațiunile tradiționale ale pereților de colibă ale popoarelor Makua și Makonde. Aceste picturi au fost văzute pentru prima dată de Karl Weule⁠(d) în 1906 și descrise în cartea sa Negerleben in Ostafrika. De asemenea, etnologul Jesper Kirknaes și curatorul japonez de pictură Kenji Shiraishi, precum și călătorii moderni, au văzut și documentat aceste picturi în mai multe locații din sudul Tanzaniei, inclusiv în Ngapa, un sat în care trăiesc și astăzi multe rude ale tatălui lui Tingatinga.
Jesper Kirknaes a documentat, de asemenea, aceste picturi realizate în Dar es Salaam de către migranții Makua și Makonde. Shiraishi este unul dintre cercetătorii care au susținut cel mai ferm teoria conform căreia arta lui Tingatinga este legată de picturile murale tradiționale Makua. Printre alte considerații, Shiraishi a observat că este puțin probabil ca un stil să fi apărut și să se fi răspândit atât de repede în cea mai mare parte a Africii de Est, fără nicio legătură cu arta tradițională. El a afirmat că studiile sale au furnizat dovezi în sprijinul acestei afirmații.
În 2010, Hanne Thorup l-a intervievat pe Omari Amonde, un elev de-al lui Tingatinga, care a confirmat că acesta obișnuia să picteze pe pereții colibelor când era copil (în jur de 12 ani).
Dezvoltând și mai mult ipoteza picturii Makua, Shiraishi a sugerat, de asemenea, o legătură între pereții colibelor, pictura și picturile rupestre tradiționale, o formă de artă care, în Africa, a continuat dincolo de epoca de piatră până cel puțin în secolul al XIX-lea. Pe baza acestei conexiuni, Shiraishi ajunge la concluzia că arta Tingatinga ar putea fi văzută drept „cea mai lungă tendință de artist vreodată”.

## Societatea Cooperativă Tingatinga

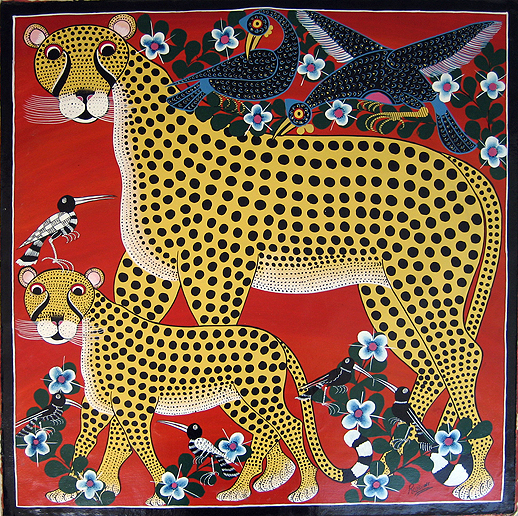
Leoparzi, de Rubuni

După moartea lui Tingatinga, cei șase adepți ai săi direcți Ajaba Abdallah Mtalia, Adeusi Mandu, January Linda, Casper Tedo, Simon Mpata și Omari Amonde au încercat să se organizeze. Rudele lui Tingatinga s-au alăturat și ele acestui grup, care mai târziu va fi numit „Parteneriatul Tingatinga (sau Tinga Tinga)”. Nu toți adepții Tingatinga au fost de acord să facă parte din parteneriat; unii au creat un nou grup la Slipway. În 1990, Parteneriatul Tingatinga s-a constituit într-o societate, redenumită Tingatinga Arts Cooperative Society (TACS).
Societatea Cooperativă de Arte Tingatinga și-a lansat propriul site web în mai 2018, TingaTingaArt.com

## Tingatinga și George Lilanga
Deși artistul tanzanian de renume internațional George Lilanga⁠(d) nu a fost elev al școlii Tingatinga și nici membru al Societății Tingatinga, se știe că a frecventat artiștii Tingatinga și o anumită influență a lui Tingatinga este evidentă în lucrările sale, în ceea ce privește pictura (o formă de artă pe care Lilanga a abordat-o în 1974). Această influență a fost recunoscută de Lilanga însuși într-un interviu cu Kenji Shiraishi, în special în ceea ce privește utilizarea vopselei emailate și a plăcilor dure pătrate. Pe lângă utilizarea materialelor și tehnicilor adoptate inițial de pictorii Tingatinga, arta lui Lilanga se aseamănă cu Tingatinga și prin utilizarea culorilor vibrante și prin stilul său de compoziție, care împărtășește același vid horror cu arta Tingatinga. S-a sugerat că Lilanga (care a fost inițial sculptor) a învățat de fapt să picteze de la pictori Tingatinga precum Noel Kapanda și mai târziu Mchimbi Halfani, care au colaborat cu el. Colaborarea dintre Lilanga și Kapanda a durat câțiva ani.

## Note

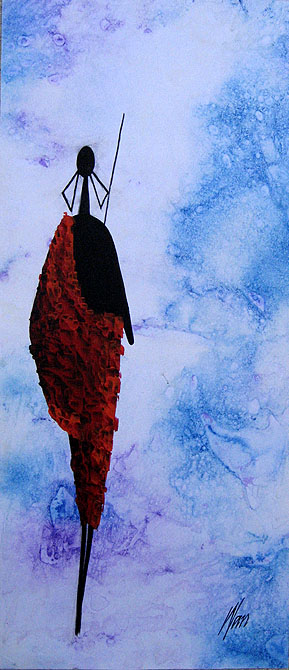
Alone in Blue de Moses Wanyuki, 2007